# Plectritis californica
Plectritis californica là một loài thực vật có hoa trong họ Kim ngân. Loài này được (Suksd.) Dyal miêu tả khoa học đầu tiên năm 1949.